# Carl Gustaf Ulfsparre
Carl Gustaf Ulfsparre af Broxvik, född 2 december 1790 i Garnisonsförsamlingen i Göteborg, död 30 november 1862 i Klara församling i Stockholm, var en svensk kammarherre, förste expeditionssekreterare, målare och tecknare.

## Biografi
Carl Gustaf Ulfsparre var son till överstelöjtnanten Ernst Gustaf Ulfsparre af Broxvik och Maria Hall och från 1830 gift med Margareta Maria Ericsson. Han blev student vid Uppsala universitet 1806 och tjänstgjorde därefter inom olika ämbetsverk i Stockholm innan han blev förste expeditionssekreterare vid Kungl. Maj:ts kansli 1834–1843. Han utsågs 1823 till kammarherre hos prinsessan Sofia Albertina. 
Vid sidan av sina befattningar var han verksam som landskapsmålare och medverkade i Konstakademiens utställning med oljemålningen Utsigt, tagen på Djurgården som numera ingår i Stockholms stadsmuseums samling. Som illustratör var han den sista bidragsgivaren till Carl Gustaf Tessins handskrivna fabelsamling Figures de fables avec leurs explications...

## Urval av verk

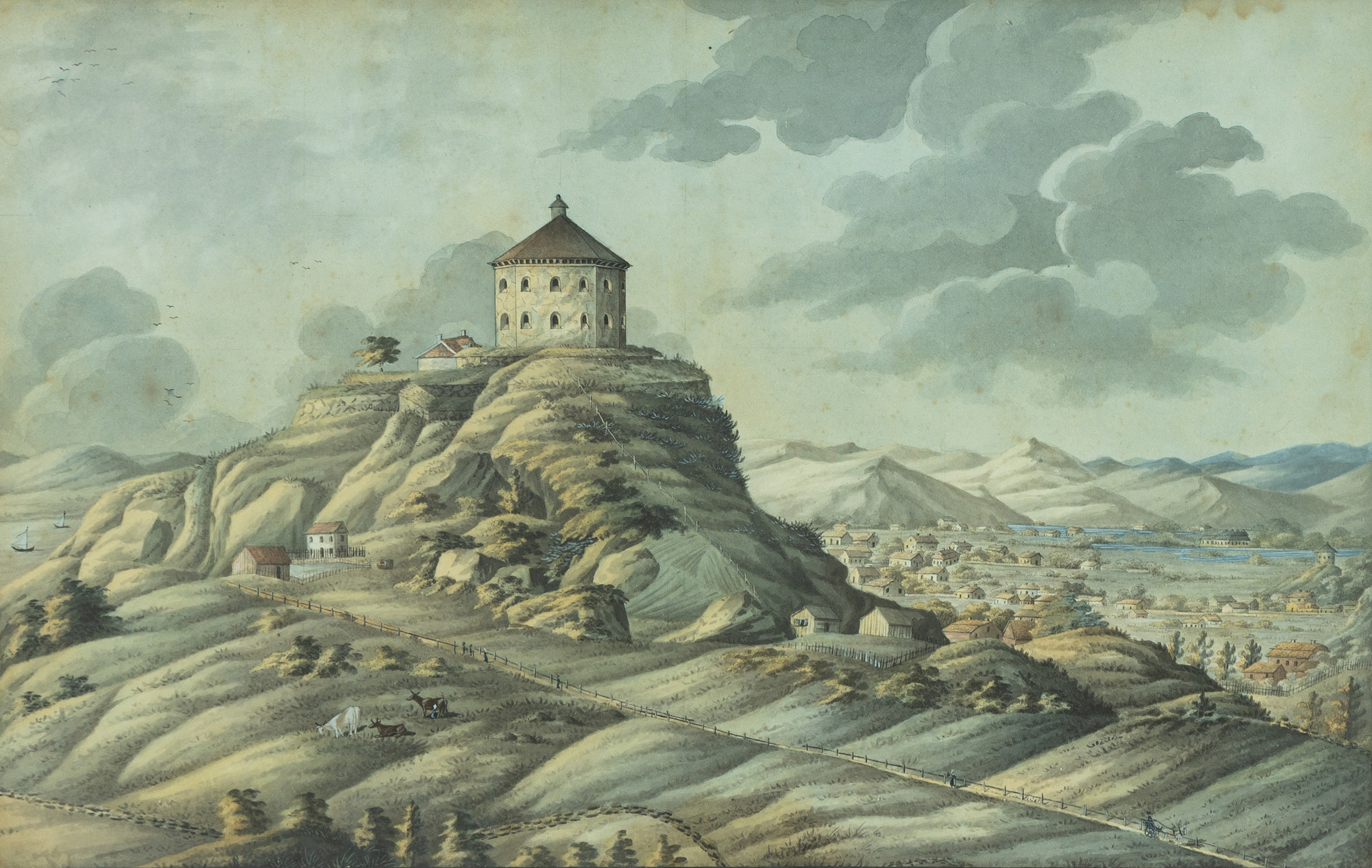
Akvarell av Skansen Kronan. (1816)
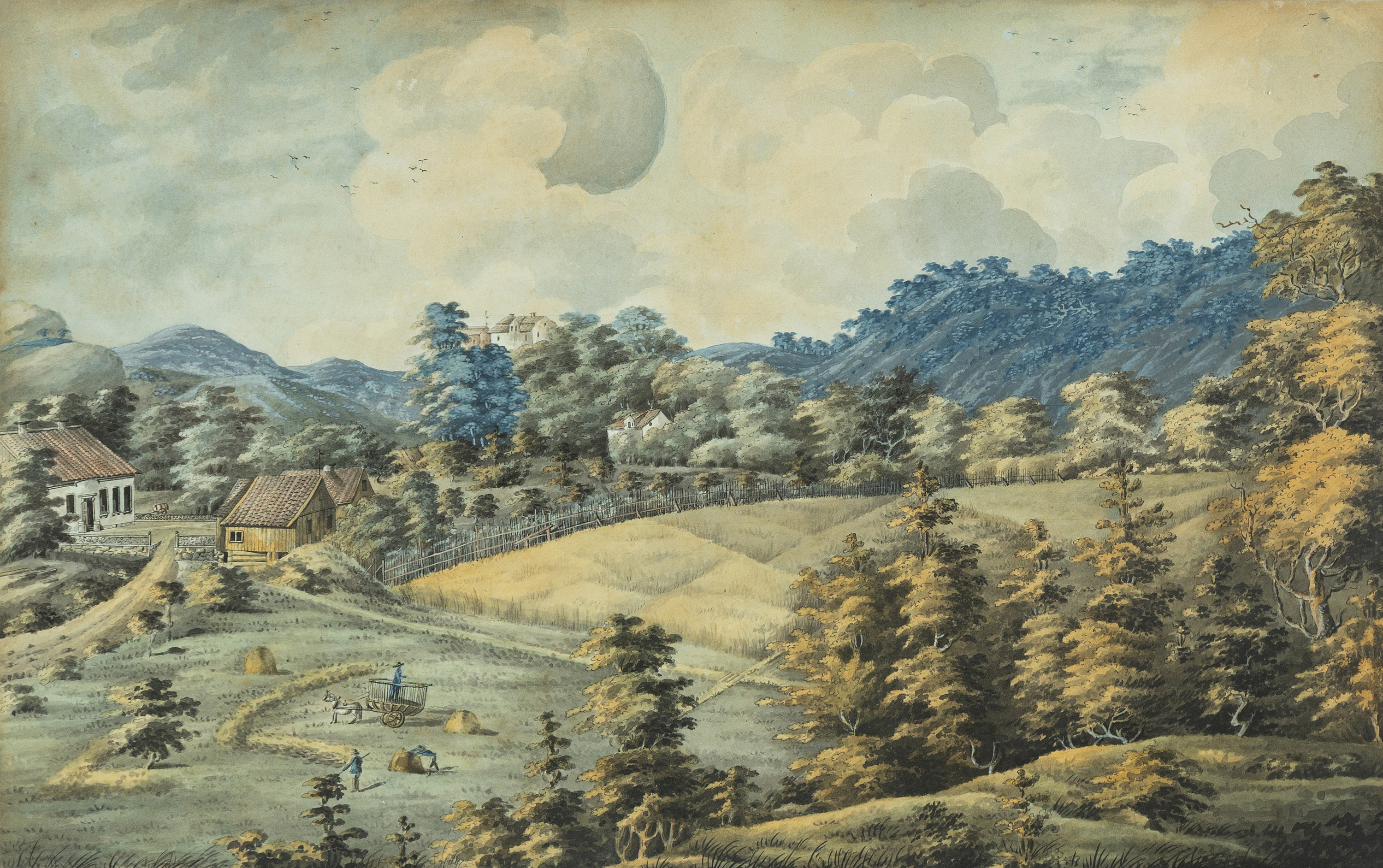
Akvarell av herrgård i Göteborgs omgivningar. (1816)
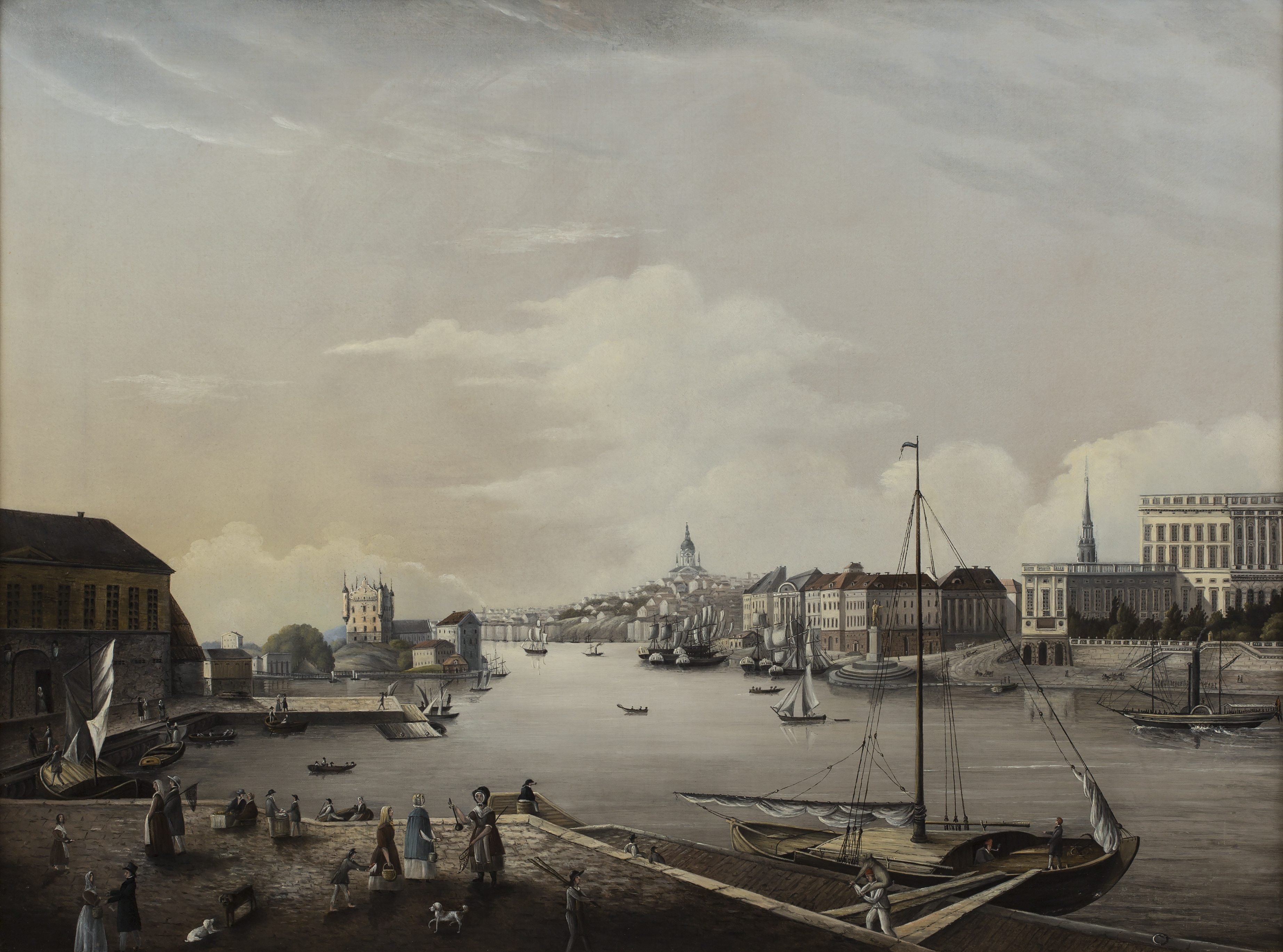
Utsikt från Slaktarhusbryggan på Blasieholmen mot Slottet och Strömmen. (1850-tal)
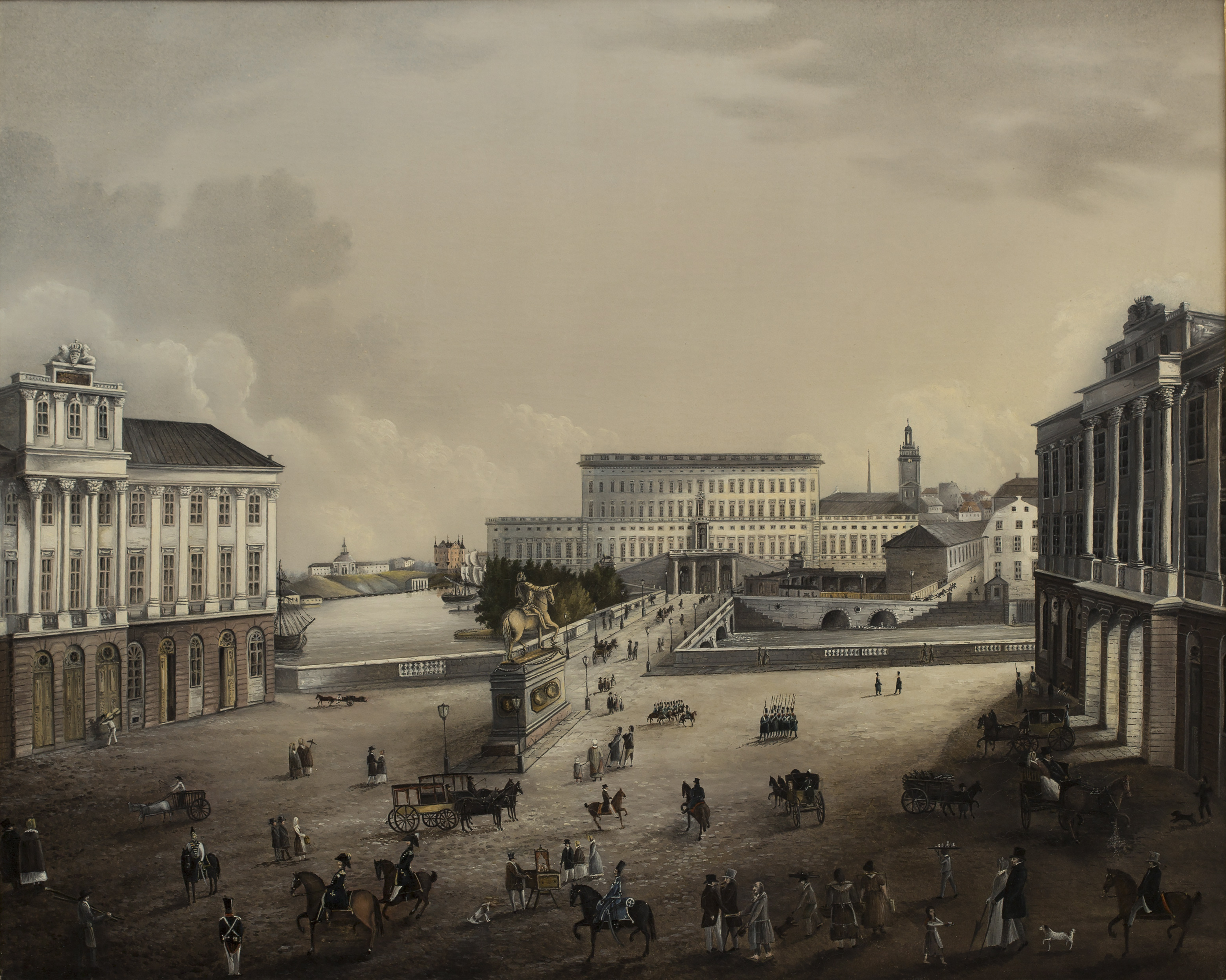
Gustav Adolfs torg med Gustavianska operahuset, Arvfurstens palats och Gustav II Adolfs staty. (1862)